# Erató

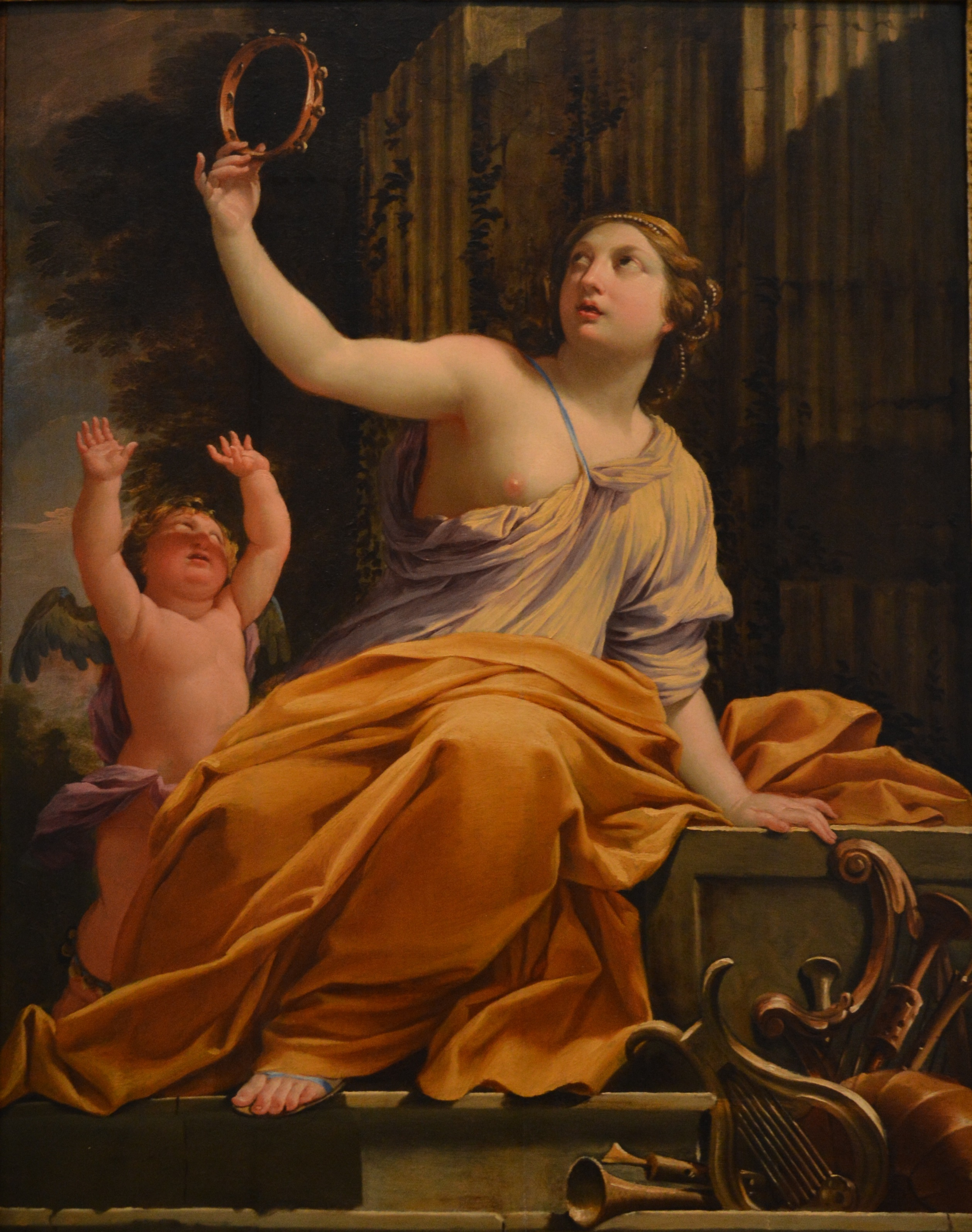
Simon Vouet: Erató

Erató ("a bűbájos") a görög mitológia istennője, a kilenc múzsa egyike. A szerelmi és erotikus költészet pártfogója és megtestesítője.
Alakját a művészeti alkotások mirtusz vagy rózsakoszorúval, kezében lantot tartva, lábánál magot csipegető galambokkal örökítik meg. A reneszánsz festményeken kezében gyakran arany nyílvesszővel ábrázolják, utalásként Erószra, a szerelem istenére, akinek Erató gyakori kísérője volt és arra, hogy a "szerelem" mindenkit megihlet.
Arkasztól született fia Azan.
Apollodórosznál a danaidák egyike.

## Érdekességek
- Erato Lemeztársaság
- Egy ókori örmény királynő neve.
- 62 Erato aszteroida.
- Erato (nem) növénycsoport neve.
- Erato út – utcanév New Orleans-ban a Kleio és a Thaleia utca között.
- Erato (duo), 1999 óta működő bosnyák R&B duo, tagjai: Aida Jašarević és Dalal Midhat.